# Nieodebrane połączenie (film 2008)
Nieodebrane połączenie (tytuł oryg. One Missed Call) – amerykański thriller filmowy w reżyserii Erica Valette, remake japońskiego horroru z 2003 roku pod tym samym tytułem.

## Obsada
- Shannyn Sossamon – Beth Raymond
- Edward Burns – Jack Andrews
- Azura Skye – Leann Cole
- Ana Claudia Talancón – Taylor Anthony
- Ray Wise – Ted Summers
- Rhoda Griffis – Marie
- Margaret Cho – Mickey Lee
- Jessica Brown – Jeanne Andrews
- Johnny K. Lewis – Brian
- Riley Smith – Brett
- Grace Baine – profesor
- Steve Warren – dr Hartman
- Jason Beghe – Ray Purvis
- Katie Kneeland – Maddie
- Meagan Good – Shelley Baum
- Wilbur Fitzgerald – porucznik
- Dawn Dininger – Monster Marie
- Randy McDowell – Clerk
- Dave Spector – Gary
- Ariel Winter – Ellie